# Жуково (Одесская область)
Жуково (укр. Жукове) — село, относится к Николаевскому району Одесской области Украины.
Население по переписи 2001 года составляло 224 человека. Почтовый индекс — 67052. Телефонный код — 8-04857. Занимает площадь 0,96 км². Код КОАТУУ — 5123585503.

## Местный совет
67052, Одесская обл., Николаевский р-н, с. Шабельники, ул. Школьная, 25